# Nemesiano
Marco Aurelio Nemesiano Olimpio  fue un poeta latino del siglo III nacido en Cartago.
Sostuvo una pugna poética contra el emperador Numeriano. Compuso tres poemas didácticos: las Cinegéticas, (sobre la caza) del que quedan 325 hexámetros; las Haliéuticas (sobre la pesca) y la Náutica (sobre la navegación); de estos dos últimos solo quedan cortos fragmentos. Se le suelen atribuir las cuatro últimas églogas que acompañan a la colección de estas piezas por Calpurnio Sículo.